# Glomerulonefrite
Glomerulonefrites ou glomerulopatias são afecções que acometem o glomérulo, estruturas microscópicas do rim formadas por um emaranhado de capilares e que é a principal estrutura renal responsável pela filtração do sangue.

## Classificação
Histologicamente, são classificadas em várias entidades, uma vez que a glomerulonefrite pode ter diversas apresentações clínicas. Raramente essas patologias evoluem para insuficiência renal terminal em questão de semanas, geralmente sua evolução é mais lenta e pode demorar meses ou até anos. Quando ocorre piora da função renal em poucas semanas, elas são classificadas como glomerulonefrites rapidamente progressivas, independentemente do tipo histológico.
Glomerulopatias primárias
- Glomerulonefrite difusa aguda (GNDA)
  - Pós-estreptocócica
  - Não pós-estreptocócica
- Glomerulonefrite membranosa (GNM)
- Glomerulonefrite por lesões mínimas (GNLM)
- Glomeruloesclerose segmentar e focal (GESF)
- Glomerulonefrite membranoproliferativa (GNMP)
- Nefropatia por IgA (NIgA)
- Síndrome de Alport (Hereditária)
- Doença de Fabry (Hereditária)

Glomerulopatias secundárias (causadas por outras doenças)
- Glomerulonefrite lúpica
- Nefropatia diabética
- Amiloidose
- Síndrome de Goodpasture
- Poliarterite nodosa
- Granulomatose de Wegener
- Púrpura de Henoch-Schönlein
- Endocardite bacteriana

## Causas

Os glomérulos renais são responsáveis por filtrar água e o excesso de sais minerais do sangue para a urina

Dentre as possíveis doenças que podem causar ou aumentar o risco de glomerulonefrite estão:
- Infecções:[2]
  - Pós-infecções por estreptococo
  - Infecções virais (como hepatite B e C)
  - Endocardite bacteriana
- Doenças vasculares:[2]
  - Vasculite
  - Poliarterite
  - Púrpura de Henoch-Schönlein (vasculite alérgica)
- Doenças autoimunes:[1]
  - Síndrome de Goodpasture
  - Nefropatia por IgA
  - Nefrite lúpica
  - Doença do anticorpo anti-membrana basal glomerular
- Outras:[1]
  - Amiloidose
  - Glomeruloesclerose segmentar e focal

Fatores de risco
- Hipertensão arterial
- Exposição a solventes de hidrocarbonetos
  - Uso frequente de analgésicos e anti-inflamatórios, especialmente os não-esteroides
  - Diabetes mellitus (mal controle da glicemia)
  - Histórico de câncer

## Histologia

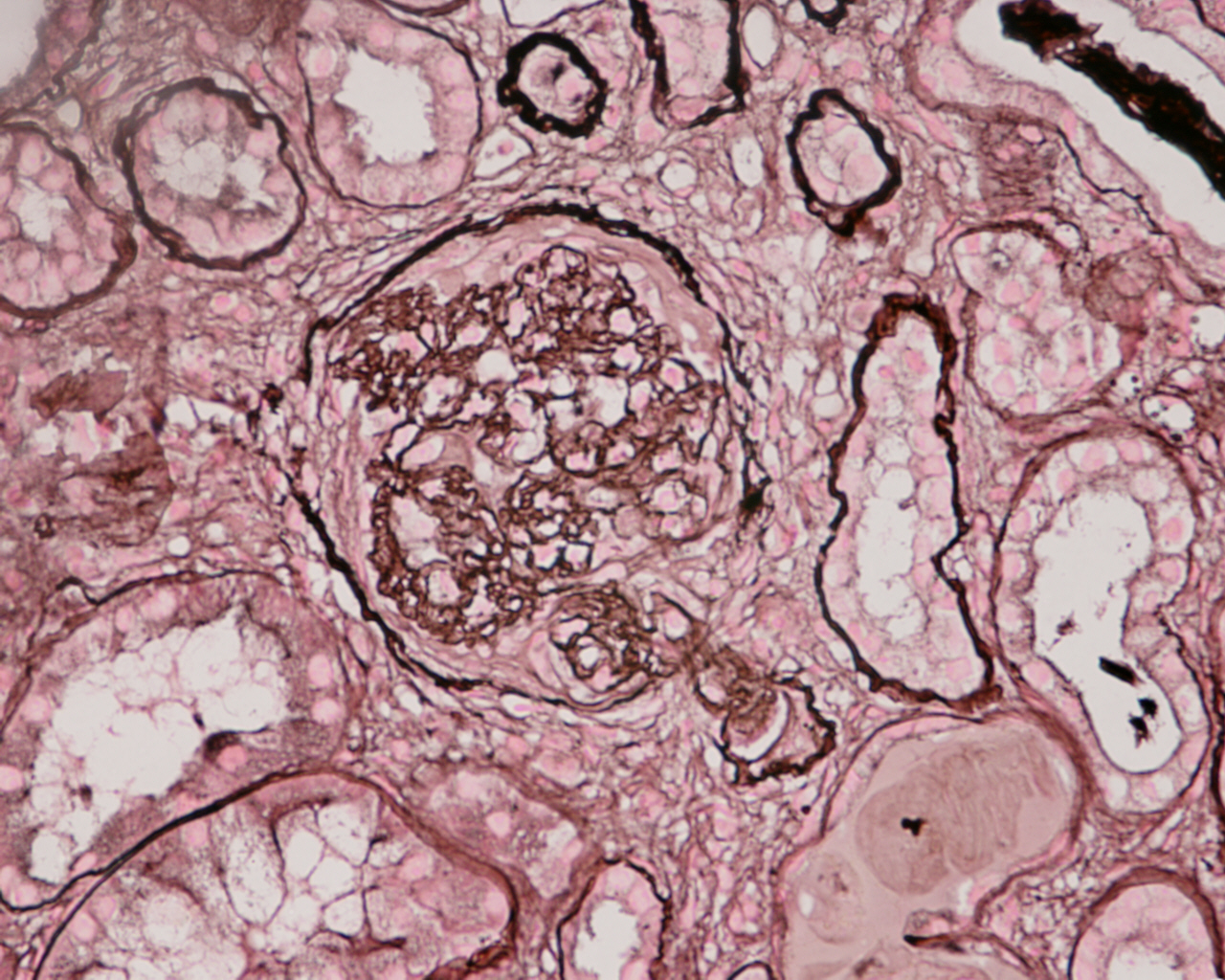
Biópsia renal de uma glomerulonefrite crescente característica de progressão rápida

Considerando todos os glomérulos presentes no tecido renal temos os seguintes termos:
- Lesão difusa: 50% ou mais dos os glomérulos do rim estão acometidos.
- Lesão focal: Menos de 50 % dos glomérulos estão acometidos.

Considerando apenas um glomérulo temos:
- Lesão segmentar: ocorre quando parte ou segmento do glomérulo está acometido.
- Lesão global: todo o tufo capilar de um glomérulo está lesado.

## Sinais e sintomas
As conseqüências da agressão glomerular são:
- Proteinúria, uma urina com espuma (perda de proteínas na urina),
- Hematúria, uma urina rosada ou marrom escuro (perda de sangue na urina),
- Edema nos pés, pernas, abdômen e rosto, esse inchaço é causado por desequilíbrio hidroeletrolítico,
- Hipertensão arterial (pressão sanguínea alta),
- Fadiga (cansaço).

### Complicações
Dependendo da intensidade e do tipo da agressão, pode haver predomínio de um sinal sobre outro, dando origem a diferentes apresentações clínicas:
- Síndrome nefrítica é definida como o aparecimento de edema, hipertensão arterial e hematúria (geralmente macroscópica).
- Síndrome nefrótica é caracterizada por proteinúria de 24 horas maior que 3,5 gramas em adultos ou 50 mg/kg em crianças, edema, hipoalbuminemia e hipercolesterolemia.
- Não-nefrítica e não-nefrótica são aqueles casos que não se encaixam nas classificações descritas anteriormente.

Sintomas de insuficiência renal incluem
- Falta de apetite
- Náuseas e vômitos
- Cansaço (fadiga)
- Dificuldade para dormir
- Pele seca e coceira
- Cãibras noturnas

## Epidemiologia
Em estudo brasileiro com biópsia renal de pacientes com glomerulopatias 41% apresentavam síndrome nefrótica e 35% apresentavam glomerulonefrite rapidamente progressiva. Entre as glomerulopatias primárias, as mais comuns foram glomeruloesclerose segmentar e focal (26,9%) e nefropatia por IgA (25%). Entre as secundárias a nefrite lúpica (50%) e a glomerulonefrite proliferativa exsudativa difusa (34,2%). Dois terços necessitaram imunossupressores e quase um terço necessitou de diálise durante a internação. Desse grupo, 10,6% dos pacientes faleceram.

## Tratamento
O tipo de tratamento depende da causa, da intensidade, da cronicidade e das complicações:
- Quando há hipertensão são usados diuréticos, inibidores da enzima conversora da angiotensina (ECA) ou bloqueadores dos receptores da angiotensina II. A dieta deve ser baixa em sódio, evitando sal de cozinha e refrigerantes. Para aumentar as chances de sobrevivência também é recomendado parar de fumar.
- Em caso de infecção bacteriana o tratamento é com antibióticos e também se concentra em aliviar os sinais e sintomas típicos.
- Em caso de doença autoimune os médicos prescrevem frequentemente corticosteróides e um imunossupressoras para controlar a inflamação. Suplementos de óleo de peixe também podem ser usado.[6]
- No caso de Síndrome de Goodpasture a plasmaferese para remoção de anticorpos do plasma é o mais recomendado.
- Em casos de insuficiência renal podem ser necessárias sessões de diálises e transplante de rim.
- Em caso de diabetes é essencial manter a glicemia sob controle e manter um peso saudável.[7]